# تیفا دماغه
تیفا دماغه (نام علمی: Typha capensis) نام یک گونه از سرده لوئی است.